# Далакян Артем Камоєвич
Артем Камоєвич Далакян (нар. 10 серпня 1987 в Баку, Азербайджан) — український боксер вірменського походження, чемпіон світу за версією WBA (2018 — 2024) у найлегшій ваговій категорії.

## Професійна кар'єра
Перейшов у професіонали в 2011 році. Бої проводив у Києві.
24 лютого 2018 року в Інґлвуді (Каліфорнія) Артем завоював вакантний титул чемпіона WBA в найлегшій вазі, вигравши бій в американця Браяна Вілорії.
Впродовж 2018—2023 років провів шість вдалих захистів титулу. 23 січня 2024 року вийшов на бій проти Сейґо Юрі Акуї (Японія) і зазнав поразки одностайним рішенням суддів.

## Таблиця боїв
| №  | Результат | Рекорд | Суперник            | Спосіб | Раунд, час    | Дата              | Місце                                             | Примітки                                                               |
| -- | --------- | ------ | ------------------- | ------ | ------------- | ----------------- | ------------------------------------------------- | ---------------------------------------------------------------------- |
| 23 | Поразка   | 22–1   | Сейґо Юрі Акуї      | UD     | 12            | 23 січня 2024     | EDION Arena, Осака                                | Втратив титул WBA у найлегшій вазі (7-й захист).                       |
| 22 | Перемога  | 22–0   | Давид Хіменес       | UD     | 12            | 28 січня 2023     | Вемблі Арена, Лондон                              | Захистив титул WBA у найлегшій вазі (6-й захист).                      |
| 21 | Перемога  | 21–0   | Луїс Консепсьйон    | TKO    | 9 (12), 0:41  | 20 листопада 2021 | АККО Інтернешнл, Київ                             | Захистив титул WBA у найлегшій вазі (5-й захист).                      |
| 20 | Перемога  | 20–0   | Хосбер Перес        | UD     | 12            | 8 лютого 2020     | Конгресно-виставковий центр "Парковий", Київ      | Захистив титул WBA у найлегшій вазі (4-й захист).                      |
| 19 | Перемога  | 19–0   | Саравут Таворнхам   | TKO    | 10 (12), 2:08 | 15 червня 2019    | Конгресно-виставковий центр "Парковий", Київ      | Захистив титул WBA у найлегшій вазі (3-й захист).                      |
| 18 | Перемога  | 18-0   | Грегоріо Леброн     | TKO    | 5 (12), 2:46  | 15 грудня 2018    | Конгресно-виставковий центр "Парковий", Київ      | Захистив титул WBA у найлегшій вазі (2-й захист).                      |
| 17 | Перемога  | 17-0   | Сірічай Тайєн       | TKO    | 8 (12), 2:54  | 17 червня 2018    | Конгресно-виставковий центр "Парковий", Київ      | Захистив титул WBA у найлегшій вазі (1-й захист).                      |
| 16 | Перемога  | 16-0   | Браян Вілорія       | UD     | 12 (12)       | 24 лютого 2018    | Forum, Інглвуд, Каліфорнія                        | Виграв титул WBA у найлегшій вазі.                                     |
| 15 | Перемога  | 15-0   | Луїс Мануель Масіас | KO     | 6 (12), 2:31  | 22 квітня 2017    | Конгресно-виставковий центр "Парковий", Київ      | Захистив титул чемпіона WBA Continental у найлегшій вазі (4-й захист). |
| 14 | Перемога  | 14-0   | Йожеф Айтай         | TKO    | 3 (12), 2:28  | 6 листопада 2016  | Конгресно-виставковий центр "Парковий", Київ      | Захистив титул чемпіона WBA Continental у найлегшій вазі (3-й захист). |
| 13 | Перемога  | 13-0   | Сільвіу Олтяну      | TKO    | 8 (12), 2:10  | 14 травня 2016    | Конгресно-виставковий центр "Парковий", Київ      | Захистив титул чемпіона WBA Continental у найлегшій вазі (2-й захист). |
| 12 | Перемога  | 12-0   | Роберт Каналас      | TKO    | 1 (12), 2:24  | 5 грудня 2015     | Stereo Plaza, Київ                                | Захистив титул чемпіона WBA Continental у найлегшій вазі (1-й захист). |
| 11 | Перемога  | 11-0   | Ангел Морено        | UD     | 12 (12)       | 17 липня 2015     | АККО Інтернешнл, Київ                             | Виграв вакантний титул WBA Continental чемпіона у найлегшій вазі.      |
| 10 | Перемога  | 10-0   | Малхаз Татрішвілі   | TKO    | 2 (8), 1:01   | 22 листопада 2014 | Льодовий палац, Бровари                           |                                                                        |
| 9  | Перемога  | 9-0    | Кирило Коломойцев   | TKO    | 8 (8), 1:32   | 24 січня 2014     | Палац спорту "Дружба", Донецьк                    |                                                                        |
| 8  | Перемога  | 8-0    | Хуан Пурісіма       | UD     | 12 (12)       | 24 серпня 2013    | Донбас Арена, Донецьк                             | Захистив титул WBA міжнародного чемпіона в найлегшій вазі.             |
| 7  | Перемога  | 7-0    | Давід Каналас       | KO     | 1 (12)        | 05 квітня 2013    | Школа олімпійського резерву Сергія Бубки, Донецьк | Виграв вакантний титул WBA міжнародного чемпіона в найлегшій вазі.     |
| 6  | Перемога  | 6-0    | Галін Паунов        | TKO    | 2 (6), 2:37   | 10 листопада 2012 | Палац спорту "Дружба", Донецьк                    |                                                                        |
| 5  | Перемога  | 5-0    | Кирило Коломойцев   | UD     | 6 (6)         | 27 липня 2012     | Палац спорту Динамо, Донецьк                      |                                                                        |
| 4  | Перемога  | 4-0    | Сергій Чекалов      | TKO    | 4 (6), 2:54   | 21 червня 2012    | Палац спорту Динамо, Донецьк                      |                                                                        |
| 3  | Перемога  | 3-0    | Левон Гарібашвілі   | TKO    | 4 (6), 1:44   | 2 травня 2012     | Спортивний комплекс SportMax, Донецьк             |                                                                        |
| 2  | Перемога  | 2-0    | Сергій Тасімов      | UD     | 4 (4)         | 10 січня 2012     | Палац спорту "Дружба", Донецьк                    |                                                                        |
| 1  | Перемога  | 1-0    | Артур Оганесян      | TKO    | 3 (4), 2:00   | 26 серпня 2011    | Донбас Арена, Донецьк                             |                                                                        |